# Ярослав Володимирович (князь новгородський)
Ярослав Володимирович (? — після 1207) — Князь новгородський (1182 — 1184, 1187 — 1196, 1197 — 1199), вишгородський (1199 — 1205), син новгородського князя, Володимира Мстиславича, внук Мстислава Володимировича Великого.
Коли в 1181 році новгородці брали участь в поході Ольговичів під Друцьк проти Давида Смоленського, Всеволод Велике Гніздо захопив Торжок, що вплинуло на вибір новгородцями нового князя: син Святослава Всеволодовича, Володимир Святославич був вигнаний, і Ярослав приїхав до Новгорода як представник Всеволода в 1182 році. У 1184 році новгородці вигнали його за те, що він не надав своєчасної допомоги Пскову проти литовців. Новгородським князем на 3 роки став син Давида Ростиславича Смоленського, Мстислав Давидович.
Припинення смоленського впливу в Новгороді відбулося майже одночасно з конфліктом між Давидом і смоленським боярством. У 1187 році Ярослав знову був покликаний у Новгород, де княжив 9 років. Разом з новгородцями ходив на допомогу полоцьким князям проти естів, взяв Дерпт і повернувся з безліччю полонених і трофеїв (1191 рік). У 1192 році його дружина і псковичі взяли місто Оденпе (в Естонії).
У 1196 році під час конфлікту між Всеволодом і смоленськими Ростиславичами, з одного боку, і чернігівськими Ольговичами з іншого, новгородцями був запрошений на князювання син чернігівського князя Ярополк Ярославич, а Ярослав став князем в Торжку, але вже в 1197 році був знову покликаний на князювання новгородцями.
У 1199 році новгородці звернулися до Всеволода Юрійовича з проханням надіслати їм на князювання сина. Святослав Всеволодович приїхав до Новгорода, а Всеволод сприяв виділенню Ярославу своїм союзником Рюриком Ростиславичем Вишгорода. У 1205 році Ростислав Рюрикович заволодів Вишгородом, після чого літописні звістки про Ярослава припиняються.

## Дружина і діти
Дружина — аланська княжна, померла 25 грудня 1201 року.
Діти:
- Ізяслав (?—1199) — великолуцький князь
- Ростислав (? — 20 червня 1198)
- Святослав Канівський (вбитий 1223 року) — учасник битви на Калці

### Монографії
- Войтович Л.  Князівські династії Східної Європи (кінець IX — початок XVI ст.). Львів: Інститут українознавства, 2000.